# Montserrat Marañón

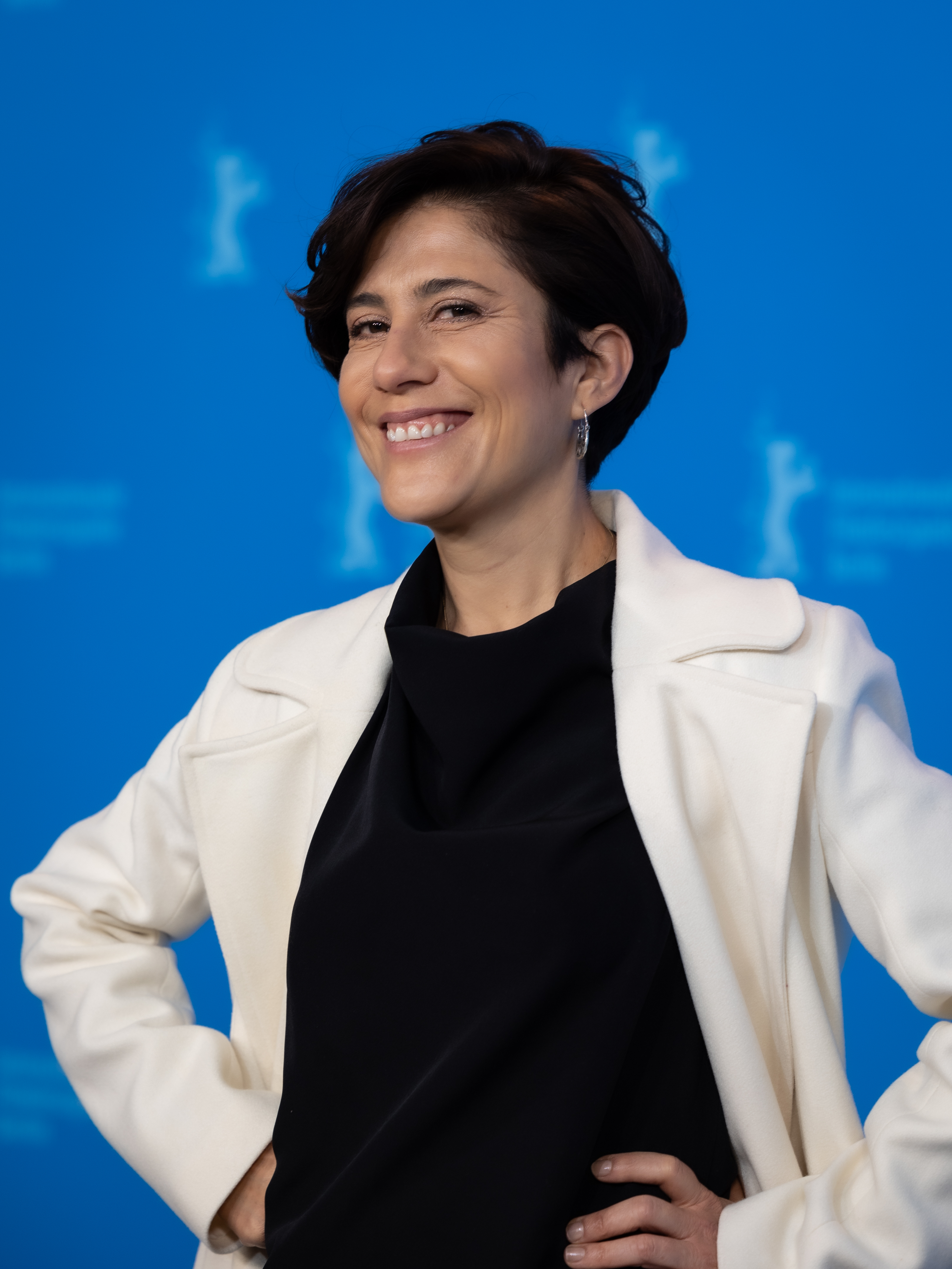
Montserrat Marañón bei der Berlinale 2023

Montserrat Marañón (* 6. Januar 1974 in Mexiko-Stadt) eine mexikanische Schauspielerin für Film, TV und Theater.

## Leben
Marañón studierte dramatische Literatur und Theater an der Philosophischen Fakultät der Nationalen Autonomen Universität von Mexiko (Universidad Nacional Autónoma de México (UNAM)).

## Karriere
Ab 1994 war Marañón auf mexikanischen Theaterbühnen zu sehen, mit einem besonderen Schwerpunkt auf Kabarett-Programme. Die Kabarett-Show Las noches con Monina Mistral, bei der Marañon sowohl als Regisseurin als auch Schauspielerin tätig war, wurde 2018 mit den Preis der Agrupación de Críticos y Periodistas de Teatro (ACPT) (Verband der Theaterkritiker und -journalisten) als „Beste Kabarettshow“ des Jahres ausgezeichnet. 2019 wurde sie für ihre Rolle im Stück Buenas Personas für den ACPT als „Beste Nebendarstellerin“ nominiert.
Im mexikanischen Fernsehen war Marañón erstmals in der Comedy-Serie María de todos los Ángeles zu sehen. Dort spielte sie die Rolle der Ariadne Betzabé Domínguez von 2009 bis 2013. Anschließend folgten langfristige Auftritte in verschiedenen Telenovelas, u. a. in der Rolle der Brígida de Zúñig in El color de la pasión im Jahr 2014, als Rosa in Amor de Barrio und als La Chabela in La mexicana y el güero.
Ihre Karriere im Film startete Marañón 2015 mit der Rolle der Mariana in dem Kurzfilm Desde Abajo von Guillermo Arriaga. 2023 war sie im Film Tótem in der Rolle der Nuri zu sehen. Das Familiendrama feierte im Wettbewerb der 73. Berlinale Weltpremiere.

## Filmografie

### Theater
- 2004: El club de los enemigos de Fox; Schauspiel[10]
- 2014: Divorciadas; Schauspiel[11][12]
- 2017: La Estética del Crimen; Schauspiel[13]
- 2017: Las Noches con Monina Mistral; Regie, Schauspiel
- 2018: Buenas Personas; Schauspiel
- 2022: The Pillowman; Schauspiel[14]

### Film
- 2015: Desde Abajo; Kurzfilm
- 2018: Tiempo compartido
- 2022: Bardo, die erfundene Chronik einer Handvoll Wahrheiten
- 2023: Tótem

### Fernsehen
- 2009 bis 2013: María de todos los Ángeles
- 2014: El color de la pasión
- 2020 bis 2021: La mexicana y el güero